# Massarina amphibia
Massarina amphibia är en svampart som tillhör divisionen sporsäcksvampar och som beskrevs av Martin Magnes och Joseph Hafellner. 
Massarina amphibia ingår i släktet Massarina och familjen Massarinaceae. Arten är reproducerande i Sverige.